# Daszgyn Giulmamedow
Daszgyn Giulmamed ogli Guilmamedow (ur. 12 września 1977 w Kaczagani, municypium Marneuli, Gruzińska SRR) – lider Turków i Azerów Gruzji. Działacz polityczno-społeczny Gruzji i Azerbejdżanu. Prezydent Konfederacji Turków Gruzji. W latach 2008–2009 Dyrektor Wykonawczy Międzynarodowej Аgencji Bezpieczeństwa Informacji (TIIB). W latach 2002–2011 prezydent Zgromadzenia Narodowego Azerów w Gruzji (NAAG).

## Edukacja
W 1994 ukończył szkołę średnią nr 1 im. M. G. Molajewa w Kachegani. W 1998 ukończył z kolei Wydział Administracji Społecznej i Socjologii w Akademii Administracji Publicznej u Prezydenta Azerbejdżanu. W 2006 otrzymał dyplom ukończenia studiów w Wyższej Szkole Polityki im. A. Topczubaszewa na kierunku Zarządzanie Informacją.
Biegle włada językami; azerskim, gruzińskim, angielskim, rosyjskim, ukraińskim, białoruskim, tureckim, uzbeckim, serbskim, turkmeńskim i polskim.

## Działalność społeczno-polityczna
Od 1992 do 1994 był aktywistą Ludowo-Demokratycznego Ruchu Azerów w Gruzji „Gejrat”.

### W Azerbejdżanie
Z 1994 uczestniczył w ruchu młodzieżowym w Azerbejdżanie. We wrześniu w Baku wspólnie z R. Gonagowym i A. Asretom stworzył Organizację Demokratycznych Studentów i Młodzieży w Azerbejdżanie, w której od 16 listopada 1994 do 5 stycznia 1995 pracował jako sekretarz wykonawczy Komitetu Organizacyjnego, a od 5 stycznia 1995 do 20 kwietnia 1996 był Zastępcą Przewodniczącego ds. Problemów Ideologicznych. 20 kwietnia 1996 utworzył Pokojową Ligę Młodzieży Azerbejdżanu, której był prezesem od 7 czerwca 1996 do 2 maja 1998. Od 2 maja 1998 do 20 listopada 2000 był przewodniczącym Demokratycznej Ligi Wolności Młodzieży w Azerbejdżanie.

### W Gruzji
W 1999 Giulmamedow aktywizował swoją społeczno-polityczną działalność w Gruzji, którą w tamtym czasie kierował Eduard Szewardnadze. Jego celem była próba zjednoczenia przedstawicieli gruzińskich Azerów w jeden blok polityczny oraz dojście do władzy poprzez wybory w regionie Borczały. W 2001 przez konflikt z władzami Giulmamedow zrezygnował z członkostwa w partii Sojuszu Obywateli Gruzji, po czym skierował swoją działalność na utworzenie społeczno-politycznej Organizacji Azerów Gruzji. 9 grudnia 2001 z jego inicjatywy został podpisany Narodowy Traktat Azerów (Turków) Gruzji.
10 grudnia 2001 zostało utworzone Zgromadzenie Narodowe Azerów w Gruzji (NAAG). 29 maja 2002 został wybrany na Przewodniczącego Tymczasowego Komitetu Zgromadzenia Narodowego Azerów w Gruzji. 24 listopada 2002 na pierwszym Założycielskim Kongresie tej partii w Tbilisi został wybrany na Prezesa NAAG. Od 2003 aktywnie angażuje się w działania ochrony praw i integracji w społeczno-politycznym życiu Azerów w Gruzji. 8 marca 2003 przyczynił się do uznania NAAG, jako jedynego przedstawiciela Azerów w Gruzji.
W listopadzie 2003 Giulmamedow jako szef NAAG nie poparł „rewolucji róż”, przywódcą której był Micheil Saakaszwili, co w 2004 zainicjowało do prześladowania Giulmamedowa i przywództwa NAAG przez nowy rząd Gruzji. W lutym 2005 zaczął ostro krytykować Prezydenta Gruzji Micheila Saakaszwiliego oraz gruziński rząd, oskarżając o szowinizm i autorytaryzm. 21 sierpnia 2005 Ministerstwo Bezpieczeństwa i Prokuratura Gruzji zorganizowały zbrojny atak na jego dom w miejscowości Kachegani w celu aresztowania Giulmamedowa.

### Na emigracji
22 sierpnia 2005 Giulmamedow opuścił Gruzję, po czym zorganizował w Baku, Trabzonie i Warszawie tymczasowe biura NAAG na uchodźstwie. Tymczasem Departament Wywiadu Gruzji ogłosił jego poszukiwania.
26 marca 2006 zaczął wydawać gazetę „Gummet”, w której poważnie krytykuje działalność Saakaszwilego. Gazeta była przemycana do Gruzji i rozpowszechniana w regionach zamieszkanych przez Azerów. Od 28 września 2006 publikuje gazetę „Azərbaycan Yolu” („Droga Azerbejdżanu”), w której został redaktorem naczelnym i „Yeni Düşüncə – Azərbaycan” (Nowa Myśl Azerbejdżanu). 20 czerwca 2007 za jego inicjatywą w tureckim mieście Erzurum zwołano Forum Przedstawicieli Muzułmanów Gruzji, gdzie postanowiono utworzyć muzułmańską Partię Demokracji w Gruzji.
We wrześniu 2007 wraz z Fazilem Alijevem i Khagani Eminem utworzył Międzynarodową Radę Azerów Gruzji (MRAG), gdzie Giulmamedow był wybrany na Przewodniczącego Rady. Jako przewodniczący MRAG, Giulmamedow wielokrotnie zarzucał gruzińskiemu prezydentowi szowinizm, jak również poważnie krytykował działalność Departamentu Wywiadu Gruzji. 16 marca 2007 w Trabzonie w Turcji na VI Kongresie NAAG wybrano go prezydentem partii na czwartą kadencję.
18 września 2007 z jego inicjatywy na posiedzeniu Najwyższej Rady NAAG w Gandży w Azerbejdżanie przyjęto specjalną rezolucję, w której rada domagała się uznania języka azerskiego jako jednego z języków urzędowych Gruzji.

### Powrót
W 2007 Giulmamedow w wyborach na Prezydenta Gruzji wspierał kandydaturę Fazila Alijeva. 26 listopada 2007 wraz z Alijevym wrócił do Gruzji po dwóch latach emigracji politycznej i tego samego dnia został wybrany na Przewodniczącego Głównego Sztabu Wyborczego. Po raz pierwszy w historii Gruzji na prezydenta kraju został nominowany etniczny Azer, kandydatura którego była wysunięta przez NAAG i MRAG.
27 listopada 2007 przy przekroczeniu gruzińsko-azerbejdżańskiej granicy Giulmamedow został aresztowany przez Departament Wywiadu Gruzji z zarzutem o organizowania zamachu. 30 listopada 2007 Tbiliski Sąd Grodzki skazał go na 2 miesięcy pozbawienia wolności na podstawie art. 142-1 (dyskryminacja rasowa), ale 4 grudnia został przedwcześnie zwolniony bezpośrednio na sali sądowej.
W styczniu 2008 wraz z Fazilem Aliyevym utworzył partię opozycyjną Azerowie w Gruzji, jednak po dwóch miesiącach złożył wniosek o wyjście z partii, przyczyną czego był konflikt z Aliyevym. Od początku 2009 jest Przewodniczącym NAAG i jest w opozycji do prezydenta Gruzji Micheila Saakaszwilego.